# Eucereon testaceum
Eucereon testaceum là một loài bướm đêm thuộc phân họ Arctiinae, họ Erebidae.